# Szép Olga
Szép Olga (Pintér Imréné) (Szabadka, 1872. március 22. – Budapest, 1906. június 19.) színésznő.

## Életpályája
1877-ben lépett először színpadra. 1878–1883 között valamint 1888–1890 között Győrben szerepelt. 1883–1884 között, valamint 1891–1893 között Szabadka színpadán volt látható. 1887-ben Szatmárnémetiben játszott. 1890–1891 között Temesvár, Pozsony és Buda voltak állomásai. 1893–1895 között ismét Temesváron és Pozsonyban színészkedett. 1895–1896 között Kolozsváron játszott, majd a Vígszínház szerződtette. 1897–1899 között Aradon játszott. 1898–1903 között Nagyváradon szerepelt. 1903-ban nyugdíjba vonult.
A vidék egyik legjobb naivája, társalgási színésznője volt. Egyszerű, közvetlen, tiszta és világos stílusban játszott. Azt vallotta, hogy a színpadon nincs semmi fontosabb, mint ami az írott betűből, a költő alkotásából származik. Krecsányi Ignácnál és Somogyi Károlynál volt szerződésben.

## Családja
Édesapja, Szép József (1834–1887) énekes, színész volt. Férje, Pintér Imre (1864–1946) színész volt.

## Színházi szerepei
- Dinaux és Lemoine: Az árvafiú – Smike, az árva
- Csiky: Mukányi – Piroska
- Kövessy: A primadonna – Flóra
- Ibsen: Kísértetek – Regina